# Улица Василия Стуса (Чернигов)
Улица Василия Стуса (до 2022 года — улица Чернышевского) (укр. Вулиця Василя Стуса) — улица в Деснянском районе города Чернигова. Пролегает от проспекта Мира (без проезда) до перекрёстка 2-й набережной улицы и Стриженского переулка, исторически сложившаяся местность (район) Ковалёвка. 
Примыкают улицы Пятницкая, Мстиславская, Гончая.

## История
Воскресенская улица — в честь Воскресенской церкви — проложена в начале 19 века от Шоссейной улицы (сейчас проспект Мира) до реки Стрижень. В конце 19 века была продлена в западном направлении от Воскресенской церкви на окраину города. Была застроена индивидуальными домами. На углу Воскресенской и Пятницкой улиц был расположен костёл Святого Александра (Пятницкая дом № 31, построен в 1858 году), который позднее был перестроен на жилой дом.  
В 1922 году Воскресенская улица переименована на улица Муринсона — в честь революционера времён Гражданской войны, уроженца Чернигова Моисея Соломоновича Муринсона. В 1927 году восточная часть улицы Муринсона была выделена в отдельную улицу под названием 18 Марта — в честь Дня Парижской коммуны. 
В 1958 году улица 18 Марта переименована на улица Чернышевского — в честь российского литературного критика, революционера-демократа Николая Гавриловича Чернышевского.
С целью проведения политики очищения городского пространства от топонимов, которые возвеличивают, увековечивают, пропагандируют или символизируют Российскую Федерацию и Республику Беларусь, 1 августа 2022 года улица получила современное название — в честь Героя Украины Василия Семёновича Стуса, согласно Решению Черниговского городского совета № 19/VIII-6 «Про переименование улиц в городе Чернигове» («Про перейменування вулиць у м. Чернігові»).

## Застройка
Улица пролегает в северо-восточном направлении к реке Стрижень. Улица занята чередующимися усадебной и малоэтажной жилой (2-этажные дома, несколько 3-этажных домов) застройкой, частично многоэтажной жилой (9-этажные дома). Начало улицы парная сторона занята территорией Подстанции скорой медицинской помощи (проспект Мира, 43 А). 
Здесь преимущественно сохранились дореволюционные дома. Дом № 10/40 — одноэтажный дом на высоком цоколе (окна цоколя замурованы), 5-оконный как со стороны улицы Чернышевского, так и со стороны Пятницкой улицы (добавилось еще одно окно), вход со стороны Пятницкой. Дом № 16 — деревянный одноэтажный дом на кирпичном фундаменте, 6-оконный, с резьбой карнизов. Дом № 23/37 — памятник истории «Дом, где жил В. М. Конашевич» — деревянный одноэтажный 5-оконный по стороне улицы Чернышевского (со стороны Мстиславской одно окно), фасад асимметричный, вход со стороны Мстиславской улицы.
| |                                               |                                                 |                                         |
| Участок между Мстиславской и Пятницкой, исторические дома: слева № 21/30, справа № 18/32 — вид с перекрёстка с Мстиславской улицей | Памятник истории Дом, где жил В. М. Конашевич | Конец улицы — вид с перекрёстка с Гончей улицей | Памятник истории Дом, где жил М. И. Жук |

Учреждения:
1. дом № 7 — КП «Деснянское-2»

Памятники истории:
1. дом № 23/37 — Дом, где жил художник В. М. Конашевич (1897-1908) — местного значения
2. дом № 30 — Дом, где жил художник М. И. Жук (1910-1925) — местного значения

Есть ряд рядовых исторических зданий, что не являются памятниками архитектуры или истории: 2-этажный дом № 9/38, усадебные дома №№ 3, 5, 7, 10/40, 16, 18/32, 21/30, 22, 24, 25, 26/46, 27, 29, 31/44, 32, 34, 41.
Мемориальные доски:
1. дом № 16 А — Герою Советского Союза, уроженцу Черниговщины Николаю Андреевичу Исаенко — на доме, где он жил.